# 戴維斯角
66°24′S 56°50′E / 66.400°S 56.833°E
戴維斯角（英語：Cape Davis）是南極洲的海岬，位於麥克羅伯特森地的愛德華八世高原北岸，處於馬格尼特灣以東17公里，現時由南極條約體系管理。